# Balkrishna Iyer
Balkrishna Iyer (* 13. März 1956 in Bhopal) ist ein indischer Tablaspieler.

## Leben und Wirken
Iyer entstammt einer Musikerfamilie. Sein Vater spielte Mridangam, seine Mutter war Geigerin. Er wurde von Taranath Rao in das Tablaspiel eingeführt und war später Schüler von Arvind Mulgaonkar. 1997 hatte er Gelegenheit, bei Kishan Maharaj, dem Doyen der Benares-Gharana, zu lernen. Er unternahm Tourneen durch Indien und Europa, gab Solokonzerte und trat u. a. mit der Sängerin Kishori Amonkar und dem Sänger Mallikarjun Mansur auf. Mit Raghunath Seth, mit Mansur, mit Amonkar und mit der Sängerin Ajay Pohankar spielte er zudem diverse Alben ein.